# Viva Radio 2 (il meglio del 2005)
Viva Radio 2 (il meglio del 2005) è una compilation pubblicata nel giugno 2005 contenente le migliori gag andate in onda durante la stagione 2004/2005 nel varietà radiofonico "Viva Radio2", condotto da Fiorello e Marco Baldini.

## Tracce
1. Intro e sigla (1:08)
2. Genius: Mike Gigolò (6:46)
3. Cassano e Silvia (5:39)
4. Camilleri: Consigli ai fumatori (3:59)
5. Fiorello: Tozzi - Amore impossibile (1:34)
6. Berlusconi: La carriera ecclesiastica (2:49)
7. Mostro inviato: Intervista a Schroeder (2:32)
8. Genius: Come fu ucciso Giulio Cesare (7:49)
9. Umberto Donati: Dacci un taglio (2:09)
10. Cassano: L'Heidi dell'Autostrada (4:01)
11. Pavarotti e Califano (3:05)
12. Camilleri: I mestieri di Montalbano (2:34)
13. Onda verde (2:03)
14. Fiorello e Pippo Baudo: Canto anche se sono stonato (1:26)
15. I bellissimi: Sotto il vestito niente (1:35)
16. Cattaneo: Sanremo (2:41)
17. Moretti: David di Donatello (3:20)
18. Mike: Le vacanze sulla neve (3:14)
19. Fiorello: Rimmel (3:07)
20. Carla Bruni: I neonati (4:01)
21. Cassano e il pendolino (3:12)
22. Camilleri e la moglie (3:13)
23. Genius: La roulette russa (4:45)
24. Fine (1:04)